# Le Héron
Le Héron är en kommun i departementet Seine-Maritime i regionen Normandie i norra Frankrike. Kommunen ligger i kantonen Darnétal som tillhör arrondissementet Rouen. År 2022 hade Le Héron 250 invånare.

## Befolkningsutveckling
Antalet invånare i kommunen Le Héron
| Referens: INSEE |